# Fredrik Bünsow

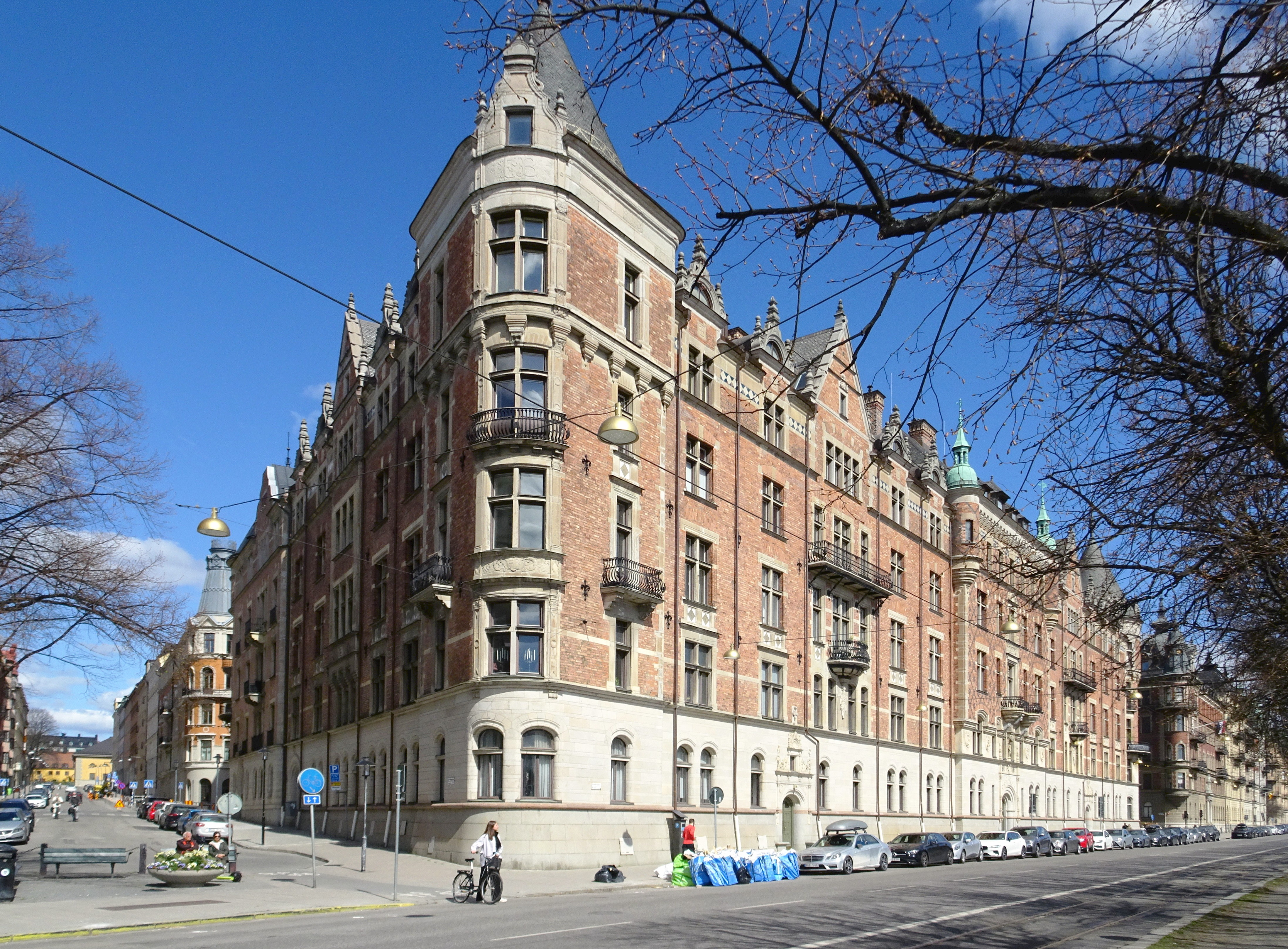
Bünsowska huset i Stockholm 2022.

Christian Fredrik Ernestius Bünsow (eller  Friedrich Bünsow), född 10 juni 1824 i Kiel, död 7 september 1897 på Merlo slott i Timrå församling, var en i Sverige verksam tysk affärsman, sågverksägare och träpatron.

## Biografi
Fredrik Bünsow kom till Sverige i 20-årsåldern. Fadern var porträttmålaren och teckningsläraren i Kiel Joachim Johann Friedrich Bünsow. Han började sin karriär hos Albert Bonnier, en av bokhandlarna på Norrbro vid Gamla Stan i Stockholm. År 1847 fick han överta en trävarufirma i Sundsvall efter sin morbror Hans Friedrich Postel (född 9 november 1783 i Meldorf). Den svenska träindustrin stod då i början av den expansion, som skulle följa under de kommande decennierna och Bünsows lilla firma växte snabbt till den största sågverksindustrin i hela Sundsvallsdistriktet. Han nöjde sig inte med att starta en såg, utan även köpte skog efter skog. Bünsow såg det som en försäkran om timmertillgången. Med kännedom om statens planer på att bygga järnväg uppåt Nedansjö-hållet, bestämde han sig för att bygga ett järnverk där, något som dock aldrig kom att realiseras.
Bünsow bosatte sig i Stockholm efter den stora Sundsvallsbranden 1888. Han ägde redan ett par fastigheter, bland annat ett med ett förnämligt läge vid Centralstationen mitt i centrum. Men det som skulle ge honom ett namn i arkitekturhistorien, var att han efter en tävling lät arkitekten Isak Gustaf Clason rita det magnifika Bünsowska huset åt sig på Strandvägen. Adressen var inte vald av en slump. Här höll en ny paradgata på att skapas, och detta privatpalats skulle bli en viktig förebild för svenska stenhus på 1890-talet.
Bünsow valdes till ordförande i Sundsvalls första stadsfullmäktige. Efter bara några månader degraderades han dock till vice ordförande. Hedersledamot av Norrlands nation i Uppsala förblev han dock till sin död 1897.
Bünsow var, med undantag för Alfred Nobel, Sveriges rikaste man på sin tid. Vid sin död var han god för, i dagens[när?] penningvärde, 420 miljoner.
Enligt källorna var han en vältalig, om än fåordig man, med gott hjärta. Man upplevde honom som en hård arbetsgivare men ändå omtyckt av sina anställda. Vid en önskan av bokhållare Ringius att få sluta arbetsdagen en timme tidigare ville Bünsow veta varför. "Ja, man kan ju behöva odla sin själ också", svarade Ringius. "Se doch bare till att det icke bliwer misswext!" genmälde Fredrik snabbt.

### Familj
Fredrik Bünsow var far till generalkonsul Robert Bünsow, som 1919 lät uppföra Bünsowska villan i Diplomatstaden, Stockholm. Fredrik Bünsow uppförde även 1883–1885 Merlo slott, och ägde en villa vid Bünsowska tjärnen i Sundsvall; såväl villa som tjärn uppkallade efter honom själv.
Bünsow kom från en konstnärligt begåvad familj och hade själv stort intresse för konst och arkitektur. Fredrik Bünsow är begravd på Norra begravningsplatsen.

## Referenser

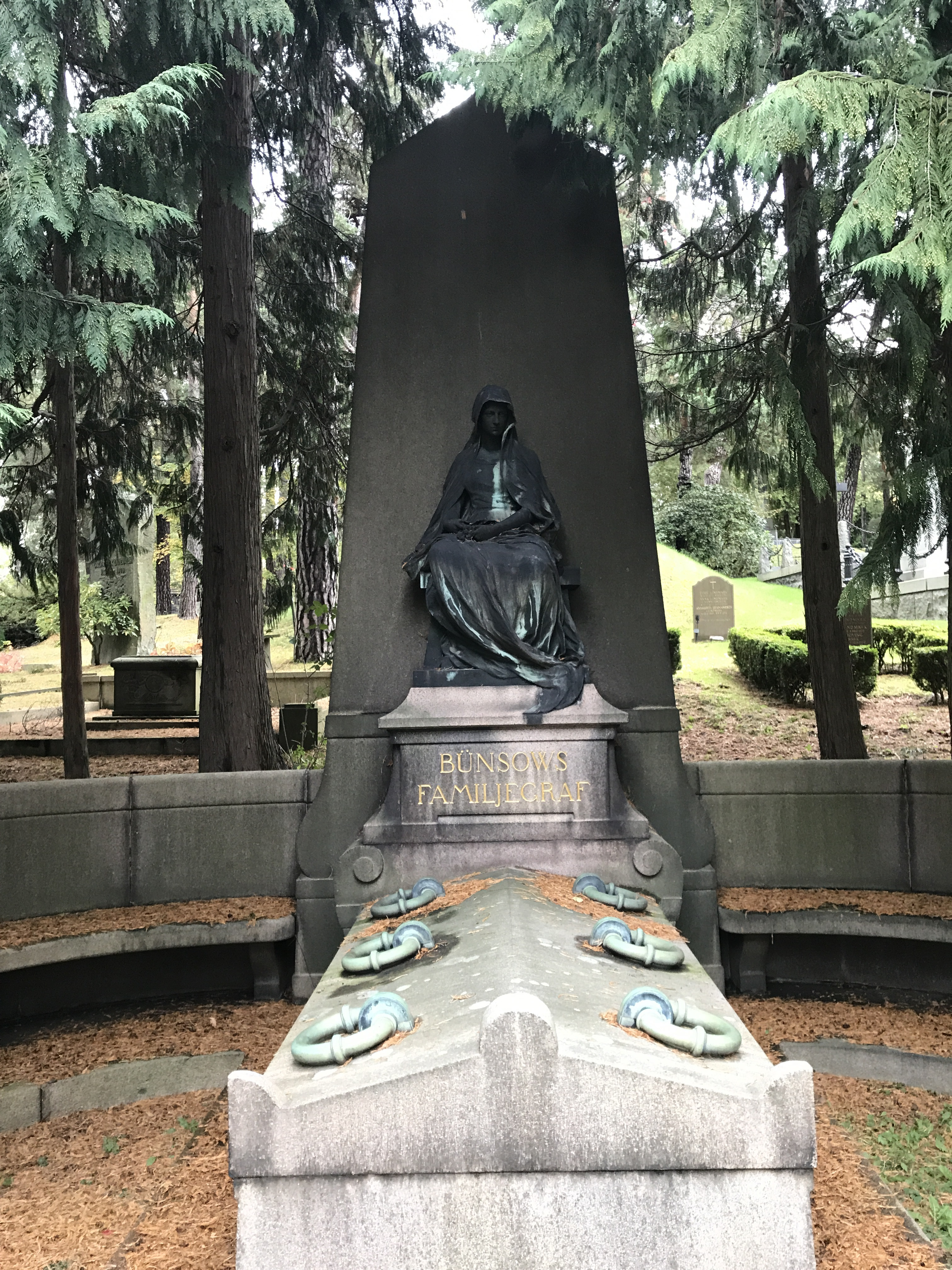
Gravvård Norra Begravningsplatsen